# Odontota dorsalis
Odontota dorsalis is een keversoort uit de familie bladkevers (Chrysomelidae). De wetenschappelijke naam van de soort werd in 1805 gepubliceerd door Thunberg.